# Anna Bergendahl (Zweeds zangeres)
Anna Henrietta Bergendahl (Stockholm, 11 december 1991) is een Zweedse zangeres.
In 2010 vertegenwoordigde ze Zweden op het Eurovisiesongfestival in Oslo met het nummer This is my life. Tegen alle verwachtingen in bleef Anna steken in de tweede halve finale.

## Singles
Idol 2008
- 2008: Release me (#58)
- 2008: Save up all your tears (#57)
- 2008: Bleeding love (#60)
- 2008: Over the rainbow (#53)

Solo
- 2010: This is my life (#1)

## Album
- 2010: Yours Sincerely